# Flugplatz Münster-Telgte

i7
i11
i13

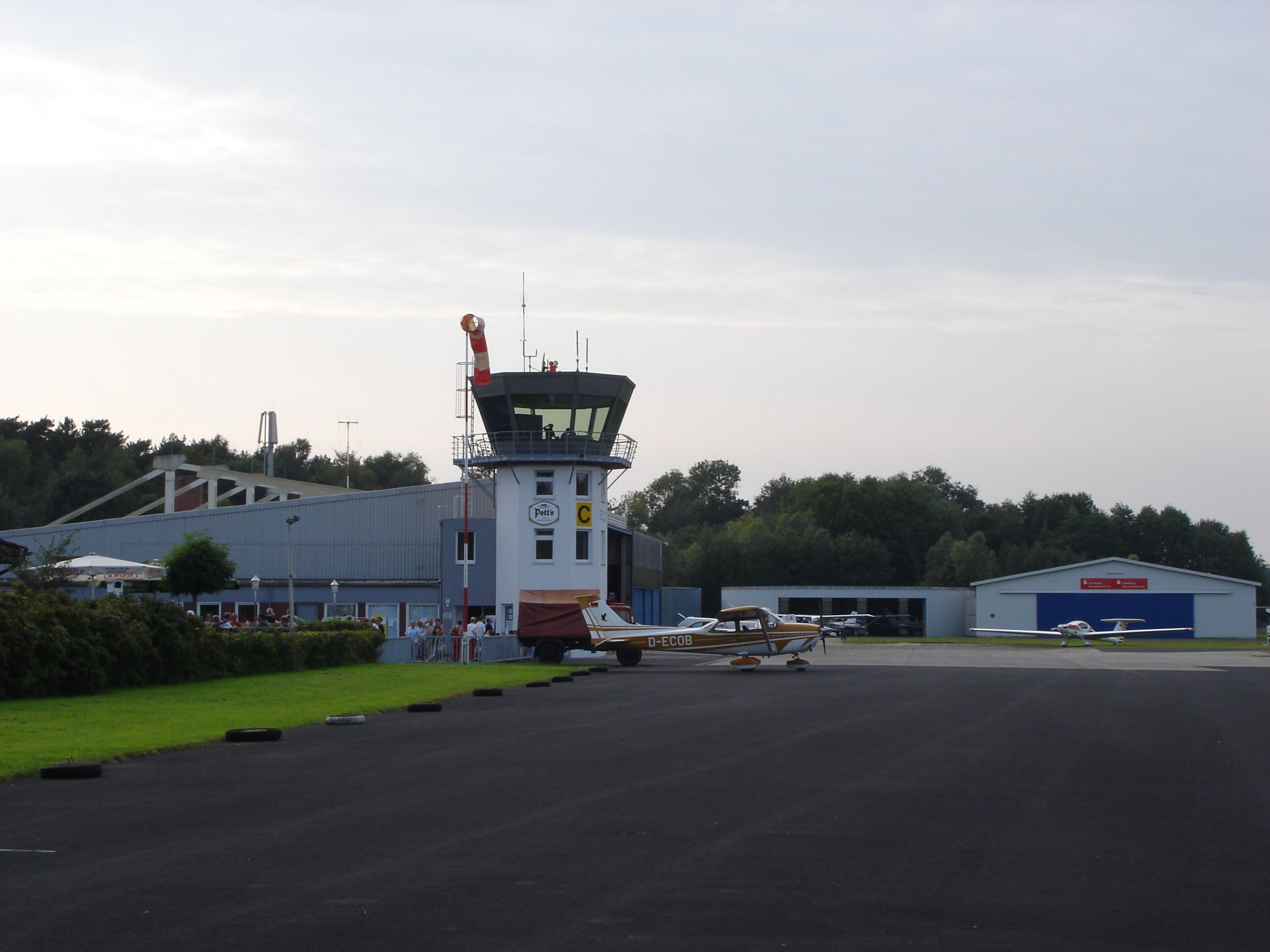
Tower und Hangar am Flugplatz Münster-Telgte

Der Flugplatz Münster-Telgte (ICAO-Code: EDLT) ist ein Verkehrslandeplatz im Ortsteil Berdel der Stadt Telgte nordöstlich von Wolbeck, einem Stadtteil der Stadt Münster.

## Nutzung
Der Flugplatz ist zugelassen für Flugzeuge bis zu 5700 kg Abflugmasse, Motorsegler, Ultraleichtflugzeuge, Segelflugzeuge sowie Hubschrauber (bis zu 7000 kg Abflugmasse) und Freiballone.
Neben dem regulären Flugbetrieb mit Zielen vorwiegend innerhalb Deutschlands und der Nutzung durch kommerzielle Flugschulen wird er auch von fünf am Flugplatz ansässigen Flugvereinen genutzt, insbesondere zum Fluglehrbetrieb. Ebenfalls ist die Cessna Caravan des Fallschirmsportclubs Münster in Münster-Telgte stationiert und bringt von hier aus die Fallschirmsportler zum nahegelegenen Sprunggelände Sendenhorst. Auch Bannerschlepps über der Stadt Münster starten von hier aus.
Folgende Vereine agieren vom Flugplatz Münster-Telgte:
- Motorflug Münster e. V.
- Luftsportverein Münster e. V.
- Segelfluggruppe Telgte e. V.
- Fallschirmsportclub Münster e. V.
- Cirrus Flying Club Münster-Telgte e. V.

## Gelände
Die asphaltierte Hauptpiste des Flugplatzes ist 850 m lang und 20 m breit. Sie verläuft ohne nennenswerte Längs- und Querneigung annähernd auf einer Ost-West-Achse (094° bzw. 274° missweisender Kurs). Nördlich der Hauptpiste verläuft – parallel zu dieser – eine Graspiste mit 990 m Länge und 50 m Breite für den Segelflugbetrieb, auf welcher neben Starts im Flugzeug-Schlepp auch Windenstarts durchgeführt werden. Die Platzrunde für Motorflieger verläuft im Süden in 1000 ft MSL.
Der Flugplatz bietet durch seine vorhandenen Hangars Platz für private und vereinszugehörige Flugzeuge und Luftsportgeräte (Ultraleichtflieger). Die Besucherterrasse liegt unmittelbar am Vorfeld nahezu auf mittlerer Länge der Piste und bietet damit einen guten Blick auf rollende, startende und landende Flugzeuge.
Am Flugplatz werden für Luftfahrzeuge die Kraftstoffe Super Plus (z. B. für Ultraleichtflieger), AvGas 100 LL sowie Jet A-1 angeboten.

## Zwischenfälle
Am Flugplatz Münster-Telgte kam es bereits zu mehreren Zwischen- wie auch Unfällen:
- Am 7. November 2010 stürzte eine Beechcraft Debonair ca. 2 km vor der Landebahn mit stehendem Triebwerk ab, die vier Insassen wurden schwer verletzt, das Flugzeug dabei zerstört.[1]
- Am 14. September 2014 stürzte ein Ultraleichtflugzeug vom Typ D4 Fascination ab, nachdem von einem anderen, parallel anfliegenden Flugzeug ein Schleppseil Kontakt zum Propeller des verunglückten Ultraleichtfliegers bekam. Die Maschine stürzte ca. 320 m vor der Landebahn in ein Maisfeld und brannte völlig aus. Die zwei Insassen verstarben aufgrund der schweren Verletzungen innerhalb einer Woche im Krankenhaus. Die zweite, mit dem Schleppseil ausgerüstete Maschine startete zunächst durch und landete kurze Zeit später unbeschädigt.[2]